# Mk 11型魚雷
Mk 11型魚雷是第一枚於美國海軍內，完全不經產業合作下設計的魚雷。它由華盛頓海軍工廠和美國海軍魚雷站研發。Mk 11型魚雷也是第一種在管內裝填時，有三段式速度設置的魚雷，高速為46節，中速為34節，低速為27節。基於它的可靠性問題，它在兩年內被44節高速的Mk 12型魚雷取代。